# Plakortis quasiamphiaster
Plakortis quasiamphiaster är en svampdjursart som beskrevs av Díaz och van Soest 1994. Plakortis quasiamphiaster ingår i släktet Plakortis och familjen Plakinidae.
Artens utbredningsområde är havet kring Vanuatu. Inga underarter finns listade i Catalogue of Life.